# سفارت اندونزی در لیسبون
سفارت اندونزی در لیسبون (به پرتغالی: Embaixada da Indonésia em Lisboa) یک منطقهٔ مسکونی و نمایندگی سیاسی این کشور در پرتغال است که در لیسبون واقع شده‌است.